# Scheloribates fimbriatoides
Scheloribates fimbriatoides är en kvalsterart som beskrevs av Hammer 1977. Scheloribates fimbriatoides ingår i släktet Scheloribates och familjen Scheloribatidae. Inga underarter finns listade i Catalogue of Life.